# Puesta en escena

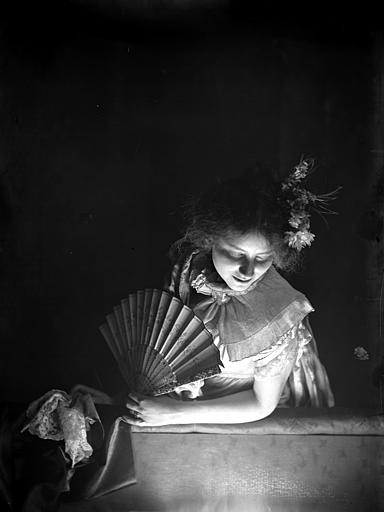
Puesta en escena de un modelo femenino (joven con un abanico, acodada, mirando hacia abajo), interior, fuerte efecto de iluminación. Fotógrafo Constant Puyo, antes de 1933.

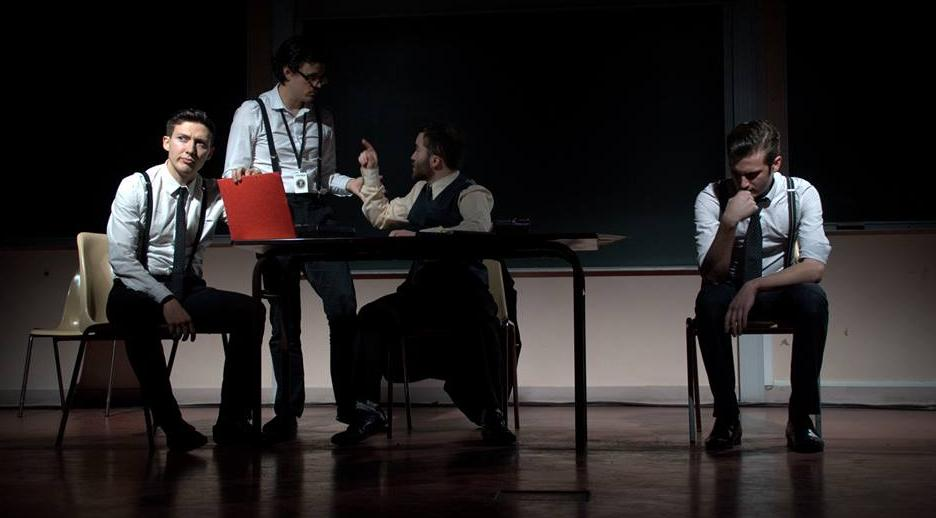
Aun cuando el decorado sea escaso, los distintos mecanismos de la puesta en escena (la disposición de los personajes, las posturas, la iluminación) juegan un papel decisivo en la percepción del espectáculo por el espectador.

La puesta en escena (de la expresión francesa mise en scène; pronunciación en francés: /mizɑ̃sɛn/) es un concepto proveniente del ámbito de las artes escénicas y extendido al cine, para referirse al diseño global de los aspectos de una producción escénica o cinematográfica. No debe confundirse con el concepto, más específico, de diseño de producción. Ha sido calificado de «magnífico término indeterminado» por la crítica del cine, no por ninguna carencia de definiciones, sino porque el término tiene tantos sentidos diferentes, que hay poco consenso sobre su definición concreta. La expresión también es usada en otros ámbitos.

## Derecho
En derecho penal y en abogacía, se usa mise en scène, para describir cómo un imputado puede «presentar» o «construir» una coartada para desvincularse del delito del que se le acusa, mediante procedimientos que (en caso de ser culpable) pudo haber previsto mientras planificaba ese delito (premeditación). En este mismo ámbito, esa expresión también se aplica a la manera en que el criminal «arregla» o modifica la escena del crimen y sus circunstancias, eliminando pruebas o colocando pistas falsas, con la intención de confundir a quienes han de investigarlo.

## Política y antropología
Las escenificaciones en forma de todo tipo de mecanismos y recursos (actuaciones, imágenes, símbolos, rituales, etc.) utilizados por el poder político y las personas e instituciones creadas en su torno.

## Artes escénicas, cine y televisión
La puesta en escena como concepto utilizado en cine y televisión, vendría a ser un sinónimo de composición aplicada al entorno audiovisual. En teatro, se entiende por puesta en escena la labor del director de escena o director de teatro, que consiste en llevar a la escena un texto dramático convirtiéndolo en una representación teatral.
Por extensión y por influencia del idioma francés (que, en ocasiones y de forma arcaizante, utiliza la expresión metteur-en-scène para referirse al director de cine) se utiliza hoy en día para hacer referencia al hecho de que todo lo que aparece en pantalla o en escena está supeditado, según el caso, a la voluntad del director de cine o realizador, y del director de teatro. Para ser más exactos, la palabra que se debería utilizar para incluir todo esto en cine es «realización».
Según esta definición más extensa, la puesta en escena hace referencia a la conjugación de los elementos que conforman la imagen y la representación teatral, a saber: dramaturgia, interpretación, escenografía, iluminación, sonido, vestuario y caracterización. También la elección de la obra o escena para representar; el conformar la compañía, el reparto y los roles creativos; la elección de la música o coreografía; los análisis colectivo de la obra (elementos narrativos) y de los personajes; la lectura neutral, para escuchar la obra; establecer movimiento escénico con libreto; la creación de la escenografía, vestuario y utilería; los ensayos con texto y movimientos aprendidos; y los ensayos con escenografía, vestuario, música y utilería.

### Teatro
Teatralmente, la puesta en escena se aplica al conjunto de la labor del director de escena. Comienza a ser utilizado en el siglo XIX por el movimiento teatral realista o naturalista, principalmente representado por el teatro de la ciudad alemana de Meiningen, bajo la dirección de Jorge II de Sajonia-Meiningen, por André Antoine en París con su Teatro-Libre, luego teatro Antoine, y por Konstantín Stanislavski en su teatro de Arte de Moscú.
La puesta en escena hará que aparezca un nuevo concepto, el de «director», que estará encargado de la dramaturgia, de dirigir la interpretación de los actores  y actrices, de elegir y supervisar la distribución espacial y la escenografía, el vestuario y la iluminación, logrando a través de todos estos puntos de dirección el resultado final, una representación teatral.

### Cine
Proviniendo del teatro y su escenografía, cuando es aplicado al cine, se refiere a todo lo que aparece ante la cámara y su arreglo –platós, decorados, actores, vestuario, e iluminación-, o sea: la «escenografía cinematográfica». La puesta en escena también incluye la colocación y el movimiento de actores en el plató (el llamado blocking -"obstruyendo" sería una traducción literal-) y todas las áreas supervisadas por el director; y así, en los títulos de crédito de las películas francesas, el cargo del director es literalmente mise en scène o metteur-en-scène.
Esta corta definición de mise en scène no es compartida por todos los críticos. Para unos, esto se refiere a todos los elementos del estilo visual – es decir tanto elementos en el juego como los aspectos de la cámara. Para otros, como el crítico de película estadounidense Andrew Sarris, esto toma sentidos místicos relacionados con el tono emocional de una película.
En cine, algunos teóricos como André Bazin sacaron el término puesta en escena (mise-en-scène) a colación para distinguir la labor de la composición del plano de la dirección basada en montaje. Estos críticos distinguían dos tipos de directores de cine: los que basaban su cine en la puesta en escena, que para ellos eran los válidos y realistas, y los que hacían montaje (montage), lo  cual para ellos era un recurso antinatural que rompía la fluidez del discurso audiovisual (Ephraim Katz, The Film Encyclopedia).
Aquella distinción que hacían los críticos, hoy en día no tiene sentido porque lo normal es que convivan ambas cosas: mise-en-scène y montage, o que la puesta en escena haya pasado a un segundo plano.
La puesta en escena, entendida como composición del encuadre,  es todo el proceso que tiene la obra y tiene relevancia en cine cuando hablamos de planos muy amplios en cuanto a tamaño y muy largos en cuanto a duración (por eso se supone que se contrapone con el montaje). En ellos, veremos que un intérprete entra en cuadro (que sería el equivalente en teatro a entrar en la escena), sale de cuadro (equivalente al mutis), se levanta y recorre la pantalla, se sienta en un sitio... También vemos que al sentarse el primero, se levanta otro y cruzan sus movimientos… Es decir, una especie de coreografía que le da dinamismo e interés a los planos y que, como disciplina está obviamente heredada del teatro.
Hay directores cinematográficos que han destacado por su puesta en escena. Serían algunos de los más notorios Jean Renoir y Robert Altman. En sus estilos particulares se pueden encontrar este tipo de planos largos en duración, quizá planos secuencia, y una gran cantidad de personajes que deben interactuar.
La puesta en escena, entendida como realización, nació casi al mismo tiempo que el cine-ficción o el cine-arte, cuando el cine dejó de ser sólo una prolongación de la fotografía, entendida esta como un medio de captar imágenes en movimiento.
Durante este periodo en que el cine andaba aún dando sus primeros pasos se crearon tres tipos de discurso cinematográfico:
- El discurso de los Lumière. Pretende plasmar la realidad, no obstante manipula lo que aparece en imagen (lo mediatiza), al buscar composiciones que recogieran los estilos pictóricos en boga en la época. Precisamente, este eco hizo que el cine llamase la atención del público ya acostumbrado a los inventos que captaban la imagen en movimiento como el Kinetoscopio u otros similares.
- El discurso de Méliès. Su puesta en escena es antirrealista porque su fin es ilustrar las fantasías humanas, además de que el peso de la imagen la traslada a la postproducción siendo la puesta en escena el material de base que será transformado a través de recursos como el recorte o la rotoscopía. Esto a diferencia de los Lumière donde la toma a la puesta en escena es el todo y a diferencia de Griffith donde la toma servirá única y exclusivamente para el montaje. Méliès aplica a la puesta en escena la tradición carnavalesca y de las fiestas populares. Méliès es el primero que se aleja de la puesta en escena teatral y así inventa la realización cinematográfica de la imagen donde la puesta en escena es la base del trabajo en la edición.
- El discurso de Griffith. Combina la imagen cinematográfica con el discurso propio de la novela decimonónica, dando así nacimiento al relato cinematográfico.

Al discurso de los Lumiere y de Méliès se los engloba bajo la etiqueta de MRP (Modo de representación primitivo). No es algo exclusivo de estos primeros cineastas sino de todos los que realizaban cine en aquella época.
En contraposición, se encuentra el discurso de Griffith y el de la mayoría de los que le siguieron. Se les engloba bajo la etiqueta de MRI (Modo de representación institucional).

### Televisión
La puesta en escena entendida como el lugar del encuadre en el que se coloca cada elemento y cada intérprete, además de los movimientos que efectúan los actores dentro del encuadre, tiene más relevancia en televisión que en cine, ya que el último es un medio más dinámico y los cambios de tamaños de plano y de escenarios son más frecuentes.

### Videojuegos
Con el paso de los años, en la breve historia de los videojuegos la narrativa ha ido ganando pulsos a la jugabilidad y escenas puramente visuales han ido cobrando cierto protagonismo. Así pues, la puesta en escena en tales secuencias ha ganado peso y puede ser un elemento muy relevante, especialmente dentro del género de la ficción interactiva, con exponentes como Beyond: Dos Almas y Life Is Strange, que juegan con la iluminación, la ambientación y el juego de cámaras como lo hace el cine.

### Elementos de la puesta en escena
Los escenarios tienen que ser vestidos y adornados con los objetos que aparecen en la acción. También los actores que interpretan personajes humanos o no humanos, han de ser vestidos y caracterizados. Toda obra audiovisual necesita para ser creíble una ambientación. Para abarcar la extensa variedad de materiales y objetos que intervienen en la ambientación efectuaremos la siguiente clasificación:
- Decorados: Se incluye todo el mobiliario que viste un escenario así como los cuadros, cortinas, lámparas, etc; los vehículos que aparecen en escena aunque su función sea meramente decorativa; los animales que aparecen en escena; la armería decorativa; la ambientación mediante grafismo no electrónico: pantallas, diagramas, mapas, paneles,etc.

- Attrezzo: Lo constituyen todos aquellos objetos con que interactúan los actores en los escenarios, es decir, con los que juegan o manejan. Son fundamentales en la narración y normalmente vienen perfectamente indicados en el guion de forma directa o indirecta (pueden ser plumas, armas, medicinas, ceniceros, cigarrillos, etc.). Con los elementos de attrezzo es necesario incrementar el control de la continuidad formal o raccord de presencia pues marcan la continuidad en la acción.

- Comidas: en numerosas ocasiones es preciso que aparezcan comidas para conformar una determinada escena. En este caso, es preciso disponer de los alimentos cocinados o no (muchas veces por duplicado), naturales o sintéticos para poder soportar el calor de la iluminación. También deberemos contar con la mantelería, cubertería, loza, vajilla, cristalería, etc, asociada a la resolución de las necesidades de la secuencia de producción concreta.

- Jardinería: incluye todas las macetas, plantas y jardines que aparezcan en la narración, su instalación y mantenimiento.

- Semovientes (animales y vehículos): los semovientes o animales vivos que intervienen en la acción así como los vehículos con motor o con tracción animal que tienen que funcionar en escena conforman este apartado clasificatorio. Debemos incluir, también, otros elementos relacionados e indispensables como las soluciones para el transporte y retorno, las cuadras o lugares de guarda de los animales, el pienso para su alimentación y los aparejos, riendas, monturas, arreos, atalajes, etc., precisos para el control de los animales durante el registro.

- Vestuario: constituye la materia prima para la ambientación de la apariencia física de los actores. Es habitual contratar a un profesional que se encarga de la fabricación a medida del vestuario aunque también se recurre con frecuencia al alquiler del mismo (normalmente en empresas de servicios especializadas, si se trata de trajes de época) o a su compra en los comercios del ramo. Muchas veces se negocia con los comercios de moda el uso de determinada vestimenta a cambio de determinada publicidad más o menos evidente. La zapatería, joyas, complementos, y todos aquellos elementos destinados a dar apariencia física a los personajes se incluyen en este concepto.

- Maquillaje, caracterización y peluquería: son elementos complementarios para la ambientación de la apariencia física de los actores. El maquillaje es consustancial a los medios audiovisuales. Se emplea prácticamente siempre aunque sólo sea para que los actores no aparezcan desmejorados. La iluminación ambarina de los estudios obliga a introducir correcciones en la tez de los actores. Por supuesto se emplea también para mejorar o desmejorar su apariencia física. La caracterización va un paso más adelante que el maquillaje y pretende cambios importantes en la apariencia física de los actores. Los especialistas emplean látex y un variado catálogo de materiales que sirven para remodelar el cuerpo. La peluquería se centra en el peinado de los actores así como en el empleo de pelucas que permiten cambios significativos en su imagen para adaptarla a las necesidades del guion.

### Realismo/verosimilitud en la puesta en escena
El realismo en este contexto se refiere a la intención de la ficción de imitar a la realidad, de parecerse o ser fiel a ella. La verosimilitud, por el contrario, hace alusión a que un elemento sea congruente o creíble dentro de un universo creado, incluso cuando este elemento no trata en absoluto de imitar a la realidad.
No es conveniente analizar la puesta en escena en función de su realismo, pues el "realismo" es una "etiqueta" relativista que depende de la cultura, la época e incluso la propia persona que analiza una determinada puesta en escena. Lo que significa que una misma puesta en escena puede ser "realista" para un determinado teórico o crítico y no serlo para otro. 
Como el término realismo no es apropiado para la puesta en escena, a la hora de analizar ésta se utiliza el concepto de "verosimilitud". En este caso, es verosímil cualquier elemento que esté justificado por la propia historia. En este sentido, Foucault estableció que el referente no era la realidad, sino el propio relato.